# Karl Hengst (Parteifunktionär)
Karl Hengst (* 4. Mai 1928 in Meerane, Kreis Glauchau; † 6. September 2014 in Berlin) war ein deutscher Funktionär der SED in der DDR.

## Leben
Der Sohn eines Arbeiters war nach dem Besuch der Volks- und der Oberschule als Landarbeiter und Landwirtschaftsgehilfe tätig, ehe er von 1946 bis 1947 ein Studium an der Landwirtschaftlichen Fachschule in Thurm absolvierte und danach von 1947 bis 1949 Tierzuchtwart in Willerstedt war. Ein anschließendes weiteres Studium an den Landwirtschaftlichen Fachschulen Elbisbach und Zwickau schloss er 1951 als staatlich geprüfter Landwirt und trat danach in die SED ein.
Im Anschluss war er zwischen 1951 und 1952 Kulturleiter und arbeitete darüber hinaus als Agronom in der Maschinen-Ausleih-Station (MAS) Kamenz, ehe er danach von 1952 bis 1955 Leiter einer Abteilung in der Staatlichen Plankommission (SPK) war.
Nach einem darauf folgenden Studium an der Zentralschule des ZK der SED in Schwerin wurde er 1956 Instrukteur der Abteilung Planung und Finanzen des ZK der SED und absolvierte daneben ein Fernstudium an der Hochschule für Ökonomie Berlin (HfÖ), das er 1958 als Diplom-Wirtschafter abschloss. 1960 wurde er dann Sektorenleiter sowie 1963 stellvertretender Leiter der Abteilung Planung und Finanzen des ZK der SED. In dieser Funktion befand er sich im Juli 1966 in der Tschechoslowakei, um sich über die Unterschiede zwischen dem tschechischen Plan- und Wirtschaftssystem und dem sogenannten Neuen Ökonomischen System der Planung und Leitung (NÖS) zu informieren und einen Bericht für das ZK der SED zu erstellen. Daneben arbeitete er eng mit dem für Wirtschaft zuständigen ZK-Sekretär Günter Mittag zusammen.
1966 wurde Hengst schließlich als Nachfolger von Siegfried Böhm, der wiederum Minister der Finanzen wurde, Leiter der Abteilung Planung und Finanzen des ZK der SED und behielt diese Funktion bis 1969. Zuletzt war er Wissenschaftlicher Mitarbeiter der Staatlichen Plankommission und erhielt 1988 den Vaterländischen Verdienstorden (VVO) in Gold.

## Veröffentlichungen
- Das Prinzip der komplexen-territorialen Planung durchsetzen. In: Sozialistische Demokratie Nr. 31, 1959, S. 91–98, Mitautor Harry Hannemann
- Volkswirtschaftsplan, Kreisplan, Dorfplan : Was müssen die Kreistagsabgeordneten und die Gemeindevertreter über den Kreisplan und den Dorfplan wissen?, Berlin 1959, Mitautor Harry Hannemann
- Der komplexe Gemeindeplan : Sein Inhalt, seine Ausarbeitung und Durchführung, Berlin 1961, Mitautoren Harry Hannemann und Manfred Ermlich